# روبرت فاغنر (لاعب كرة قدم)
روبرت فاغنر (بالتشيكية: Robert Vágner)‏ هو لاعب كرة قدم تشيكي في مركز الهجوم، ولد في 12 مايو 1974 في بلزن في التشيك. شارك مع منتخب جمهورية التشيك تحت 21 سنة لكرة القدم ومنتخب جمهورية التشيك لكرة القدم. أما مع النوادي، فقد لعب مع إنيرجي كوتبوس وسلافيا براغ وفيكتوريا بلزن ونادي أويبست ونادي تيبليتسه ونادي فيرينتسفاروشي.

## وصلات خارجية
- روبرت فاغنر على موقع الاتحاد التشيكي (الإنجليزية)
- روبرت فاغنر على موقع قاعدة بيانات كرة القدم.إي يو (الإنجليزية)
- روبرت فاغنر على موقع ناشيونال فوتبول تيمز (الإنجليزية)
- روبرت فاغنر على موقع عالم كرة القدم.نت (الإنجليزية)